# بيوي كاريبي
بيوي كاريبي (الاسم العلمي: Contopus caribaeus) (بالإنجليزية: Greater Antillean Pewee)‏ هو نوع من الطيور يتبع جنس البيوي من فصيلة عصافير الملك.